# Heiko Bräuning
Heiko Bräuning (* 7. November 1969 in Göppingen) ist ein deutscher evangelischer Pfarrer, freiberuflicher Hörfunkjournalist, Musiker, Moderator und Autor.

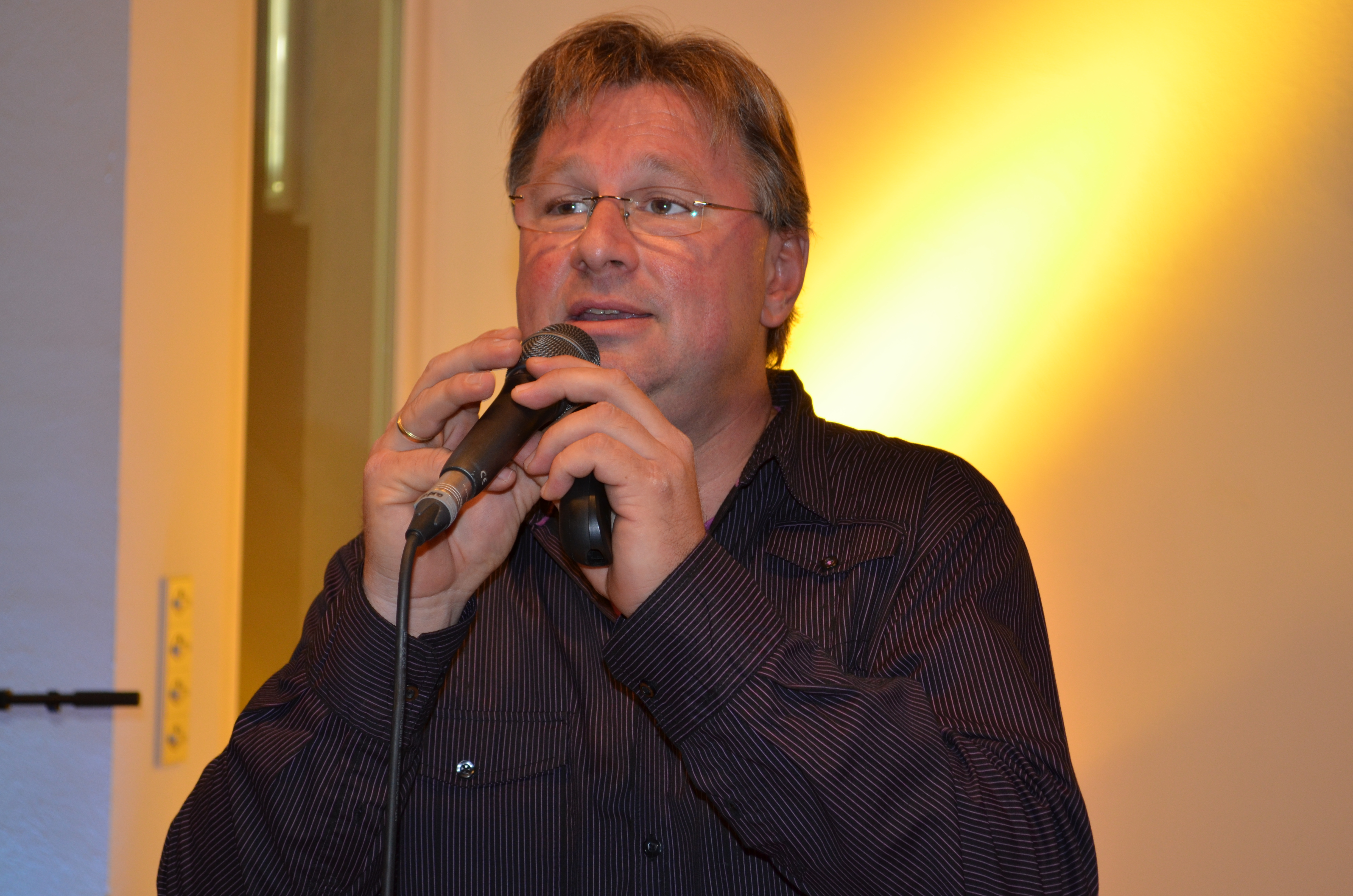
Sänger Heiko Bräuning

## Leben und Wirken
Bräuning absolvierte ein fünfjähriges Theologiestudium in Tübingen. Sein Vikariat absolvierte er in Bad Liebenzell, danach arbeitete er als Pfarrverweser in Wilhelmsdorf. Bis 2023 arbeitete er für das Diakoniewerk Die Zieglerschen und hatte 3 Jahre lang dazu eine Pfarrstelle zur Schulseelsorge mit einer halben Stelle in Aulendorf inne. Zum 31. Juli 2017 ist er aus dem Pfarrdienst der Württembergischen Landeskirche ausgeschieden.
Seine journalistische Ausbildung erhielt er im Evangelischen Medienhaus, beim SWR und beim Bayerischen Rundfunk. Von 2005 bis 2007 folgte eine Ausbildung zum Master of Arts in Diaconic Management am Diakonischen Kompetenzzentrum der Kirchlichen Hochschule Bethel in Bielefeld.
In der Rundfunk- und Fernseharbeit ist Bräuning seit 1992 tätig. Er ist mit dem Projekt „Pfarrer-Pop-Piano“ bundesweit zu Konzerten und Liedpredigten unterwegs. Ebenfalls bundesweit ist er mit seinem Projekt Musikpredigten bei verschiedensten Gemeinden zu unterschiedlichen Veranstaltungen zu Gast.
Außerdem gibt er in der bei Bibel TV wöchentlich ausgestrahlten Sendung „Fokus Jerusalem“ immer wieder den „Biblischen Impuls“.
1999 initiierte er den bundesweit ersten Internet-Gottesdienst „Skyline“. 2004 rief er das Jugenddiakoniefestival ins Leben, welches die Zieglerschen Anstalten einmal im Jahr in Wilhelmsdorf veranstalten. Im Rahmen dieses Festivals, bei dem junge Menschen für die Anliegen der Diakonie gewonnen werden sollen, wird auch der mit 2000 Euro dotierte Jugenddiakoniepreis vergeben.

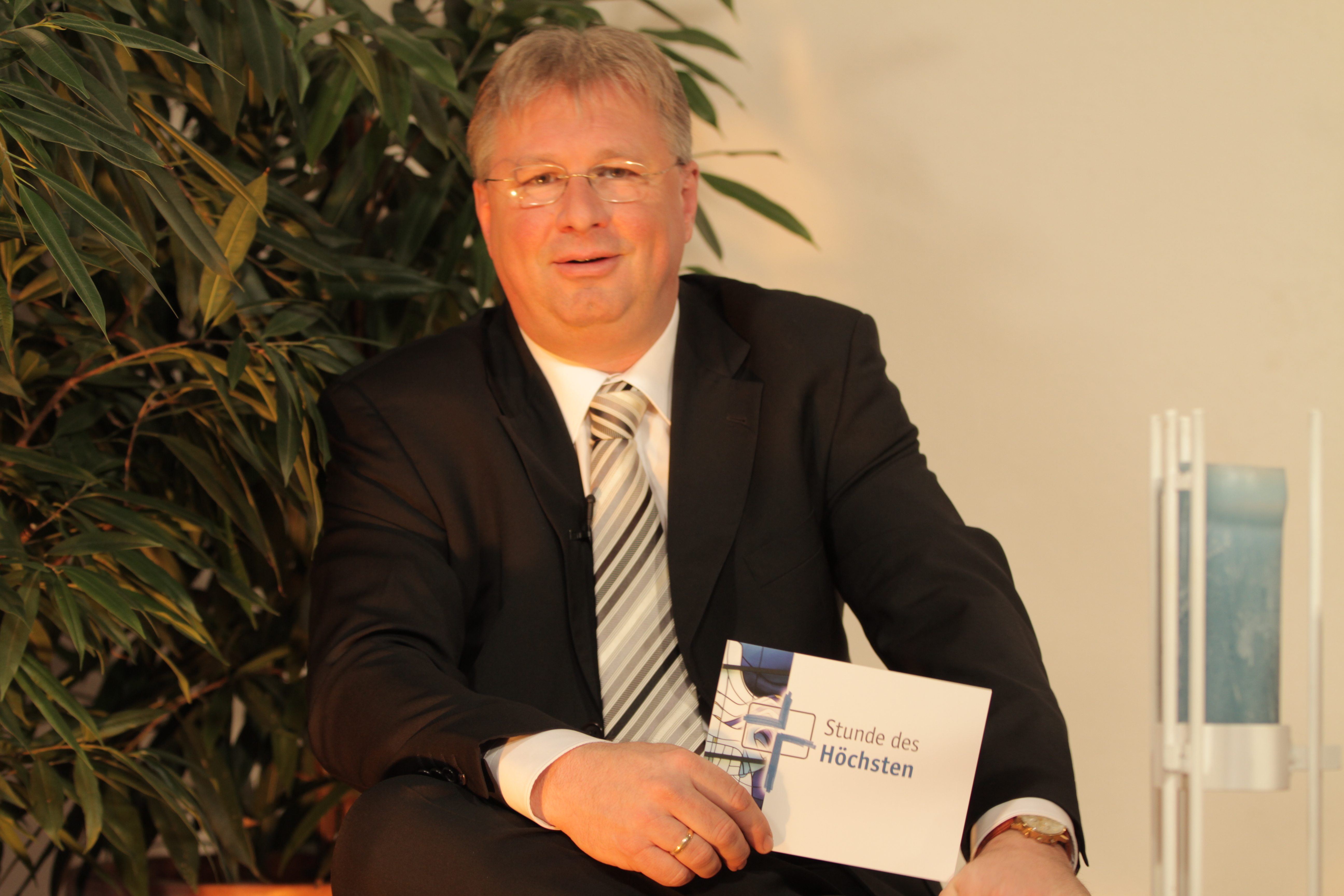
Fernsehpfarrer

Von 2009 bis September 2023 leitete er mehr als 700 Folgen des wöchentlichen Fernsehgottesdienstes „Stunde des Höchsten“. Dieser wird bei Bibel TV ausgestrahlt, hat pro Woche über 400.000 Zuschauer, ist der einzige TV-Gottesdienst, der in Deutscher Gebärdensprache gedolmetscht wird und 2018 den „Aloys-Henhöfer-Preis“ erhielt.
Seit Anfang 2024 leitet Bräuning den neuen halbstündigen Fernsehgottesdienst „Gunst der Stunde“, der sonntäglich unter anderem von ANIXE+ ausgestrahlt wird. Jeder dieser Gottesdienste steht unter einem bestimmten Motto. Nach Liedern eines kleinen Ensembles unter der Leitung von Tilman Jäger hält Bräuning eine kurze Predigt. Meist spricht er auch vorher mit einem besonderen Studiogast.
2020 gründete er das „SongAtelier“. Hier entstehen persönliche Lieder, die nach Bestellung von ihm komponiert und vom Pianisten David Plüss arrangiert werden.
Bräuning ist verheiratet und hat vier Kinder.

## Ehrenämter
Von 2007 bis 2019 war er Mitglied der Württembergischen Landessynode.
Als Evangelist und Referent ist er für „Kirche unterwegs“ und die Deutsche Zeltmission und als freier Journalist und Moderator bei verschiedenen Radio- und Fernsehsendern tätig. Er engagiert sich im Fachbeirat von invitare, einer Stiftung für Mutter und Kind, und arbeitet in der Ev. Brüdergemeinde Wilhelmsdorf und als Freizeit- und Reiseleitung bei verschiedenen kirchlichen Reiseanbietern mit. Außerdem sprach er jahrelang die Anmoderation für die deutsche Ausstrahlung des US-Fernsehgottesdienstes Hour of Power.

## Preise und Auszeichnungen
- Als Hörfunkjournalist hat er bisher dreimal den Medienpreis des Landes Baden-Württemberg erhalten. (1998, 2000, 2001)[9]
- Als Musiker wurde er im Jahr 2000 vom Bayerischen Rundfunk und der Hanns-Seidel-Stiftung mit dem Songpoeten-Preis ausgezeichnet.
- 2016 und 2018 Auszeichnung mit dem Alyos-Henhöfer-Preis für kreative Verkündigung im Fernsehgottesdienst Stunde des Höchsten.

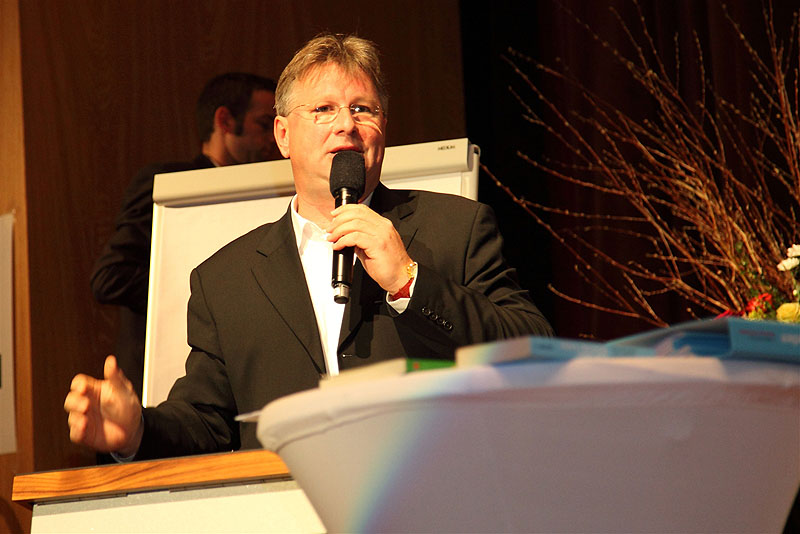
Moderator Heiko Bräuning

## Veröffentlichungen
- Beten wieder lernen, Hänssler Verlag, Neuhausen-Stuttgart 1996, ISBN 978-3-7751-2674-8.
- Himmel auf Erden. Lieder für Gemeinde und Gottesdienst. Medienkombination, bestehend aus CD, Buch und Notenheft, cap-music, Altensteig 2001, ISBN 978-3-9807046-7-0 (Buch), ISBN 978-3-9807046-9-4. (Notenheft)
- Telefongeschichten mit Teens, Hänssler Verlag, Holzgerlingen 2006, ISBN 978-3-7751-4559-6.
- Was unterwegs geschehen ist – Hoffnungsgeschichten auf dem Lebensweg. cap-books, Beihingen 2014, ISBN 978-3-86773-196-6.
- Ich will euch trösten – Hoffnungsvolles und Tröstliches cap-books, Beihingen 2015, ISBN 978-3-86773-253-6.
- Herr, ich rufe zu dir. Gebete für jeden Tag. cap-books, Beihingen 2015, ISBN 978-3-86773-254-3.
- Mein Deadline-Experiment: Vom fiktiven Sterben zum glücklicheren Leben, cap-books, Beihingen 2017, ISBN 978-3-86773-283-3.
- Hoffnungsgeschichten 1. 22 wahre Lebensberichte, cap-books, Beihingen 2018, ISBN 978-3-86773-295-6.
- Hoffnungsgeschichten 2. 22 wahre Lebensberichte, cap-books, Beihingen 2019, ISBN 978-3-86773-309-0.
- Reich-Reicher-Himmelreich. Das Sonntags-Andachtsbuch, cap-books, Beihingen 2020, ISBN 978-3-86773-341-0.
- Das Gebet des Agur. Das Geheimnis echter Zufriedenheit, cap-books, Beihingen 2019, ISBN 978-3-86773-347-2.
- Mehr als Frieden – Shalom, Kawohl-Verlag, Wesel 2023, ISBN 978-3-86338-035-9.

als Mitautor
- mit Jörg Knoblauch: Gottesdienst à la carte. Warum wir zielgruppenorientierte Gottesdienste brauchen, Projektion J Verlag, Asslar 1999, ISBN 978-3-89490-246-9.
- mit Jörg Kratzat: 60 x Überlebenshilfe. Antworten auf brennende Fragen, Gerth Medien, Asslar 2006, ISBN 978-3-86591-132-2.
- mit Reinhard Börner u. Immanuel Heims: Shalom über Israel! Spurensuche im Heiligen Land; Impressionen, Impulse und Begegnungen (mit Israel-DVD), cap-books, Haiterbach-Beihingen 2014, ISBN 978-3-86773-201-7.

Audio
| Jahr | Titel                                        | Künstler       | Verlag         | Anmerkung                             |
| ---- | -------------------------------------------- | -------------- | -------------- | ------------------------------------- |
| 1997 | Wieder Unterwegs                             | Saitenwind     | Hänssler Music | Heiko Bräuning und Reinhard Börner    |
| 2000 | Hand aufs Herz                               | Heiko Bräuning | cap! music     | Special Guest: Andrea Adams-Frey      |
| 2002 | Nah dran                                     | Saitenwind     | cap! music     | Heiko Bräuning und Reinhard Börner    |
| 2009 | Zwei Meilen weit                             | Heiko Bräuning | cap! music     |                                       |
| 2012 | Lebenszeichen: Lieder für jeden Tag          | Heiko Bräuning | cap! music     |                                       |
| 2012 | Geh auf deinem Weg getrost                   | Heiko Bräuning | cap! music     |                                       |
| 2012 | Gott ist gegenwärtig                         | Heiko Bräuning | cap! music     |                                       |
| 2012 | Martin Luther – Das Musical                  | Heiko Bräuning | cap! music     | Kinder- und Familienmusical           |
| 2013 | O du fröhliche – Die Geschichte eines Liedes | Heiko Bräuning | cap! music     | Hörspiel mit Andreas Claus            |
| 2016 | Galerie des Lebens                           | Heiko Bräuning | cap! music     |                                       |
| 2019 | Anno Domini - WeihnachtsPopKantate           | Heiko Bräuning | cap! music     |                                       |
| 2021 | Kommt zu mir, Ihr Gesegneten des Herrn       | Heiko Bräuning | cap! music     | Neue Gottesdienstlieder               |
| 2022 | Passion- und OsterPopKantate                 | Heiko Bräuning | Kawohl-Verlag  | Lieder zur Passions- und Osterzeit    |
| 2022 | Troubadour                                   | Heiko Bräuning | SongAtelier    | Persönliche Songs aus dem Songatelier |
| 2022 | Ein für alle Mal                             | Heiko Bräuning | SongAtelier    | Neue Songs aus dem Songatelier        |